# Iosif Kibort
Iosif Stanisławowicz Kibort, Juozas Kybartas (ros. Иосиф Станиславович Киборт, ur. 30 listopada 1894 w Kownie, zm. 10 maja 1937 w Liwadii) – rosyjski rewolucjonista, czekista.

## Życiorys
Od 1915 służył w rosyjskiej armii, w marcu 1917 wstąpił do SDPRR(b), w lipcu 1917 został dowódcą oddziału Czerwonej Gwardii w Moskwie, był deputowanym do rejonowej dumy w Moskwie i szefem rejonowego sztabu Komitetu Wojskowo-Rewolucyjnego w Moskwie. Od listopada 1918 do sierpnia 1919 był w Armii Czerwonej, następnie w organach Czeki kolejno jako szef Wydziału Specjalnego Czeki Dywizji Czerwonego Kozactwa, szef Wydziału Specjalnego Czeki Łotewskiej Dywizji Strzeleckiej, szef Wydziału Specjalnego Czeki 15 Dywizji Strzeleckiej, szef Wydziału Specjalnego Czeki 51 Dywizji Strzeleckiej i szef sekcji Wydziału Specjalnego Czeki 13 Armii. W 1921 krótko służył w Wojskach Pogranicznych Czeki i potem został zastępcą przewodniczącego kijowskiej gubernialnej Czeki, a w listopadzie 1922 szefem Wydziału Specjalnego OGPU 2 Korpusu Kawalerii w Ukraińskim Okręgu Wojskowym, 1924–1926 był szefem okręgowego oddziału GPU w Kamieńcu Podolskim i jednocześnie naczelnikiem 23 Oddziału Pogranicznego OGPU. Od 1926 do lipca 1929 był szefem Wydziału Specjalnego OGPU 6 Korpusu Piechoty w Ukraińskim Okręgu Wojskowym, później dyrektorem instytutu w Moskwie, a od 1929 do końca życia dyrektorem kompleksu sanatoryjnego w Liwadii w Krymskiej ASRR.